# Sebastián de Belalcázar
Sebastián de Belalcázar (ou Benalcázar) est un capitaine et explorateur espagnol. Il seconda Francisco Pizarro dans la conquête de la Nouvelle-Grenade et du Pérou, s’empara de Quito en 1534.
Il fut un « ambitieux et actif gouverneur », puis passa au gouvernement du Popayán, dans lequel il eut à soutenir une longue guerre contre Almagro. On lui doit l’implantation du centre historique de l'actuel Quito qui fut reconstruit sur les ruines de la ville Inca brûlée par les Incas eux-mêmes, d’où le fait qu’il en est aujourd'hui considéré comme le fondateur. Il mourut le 30 avril 1551.

## Biographie

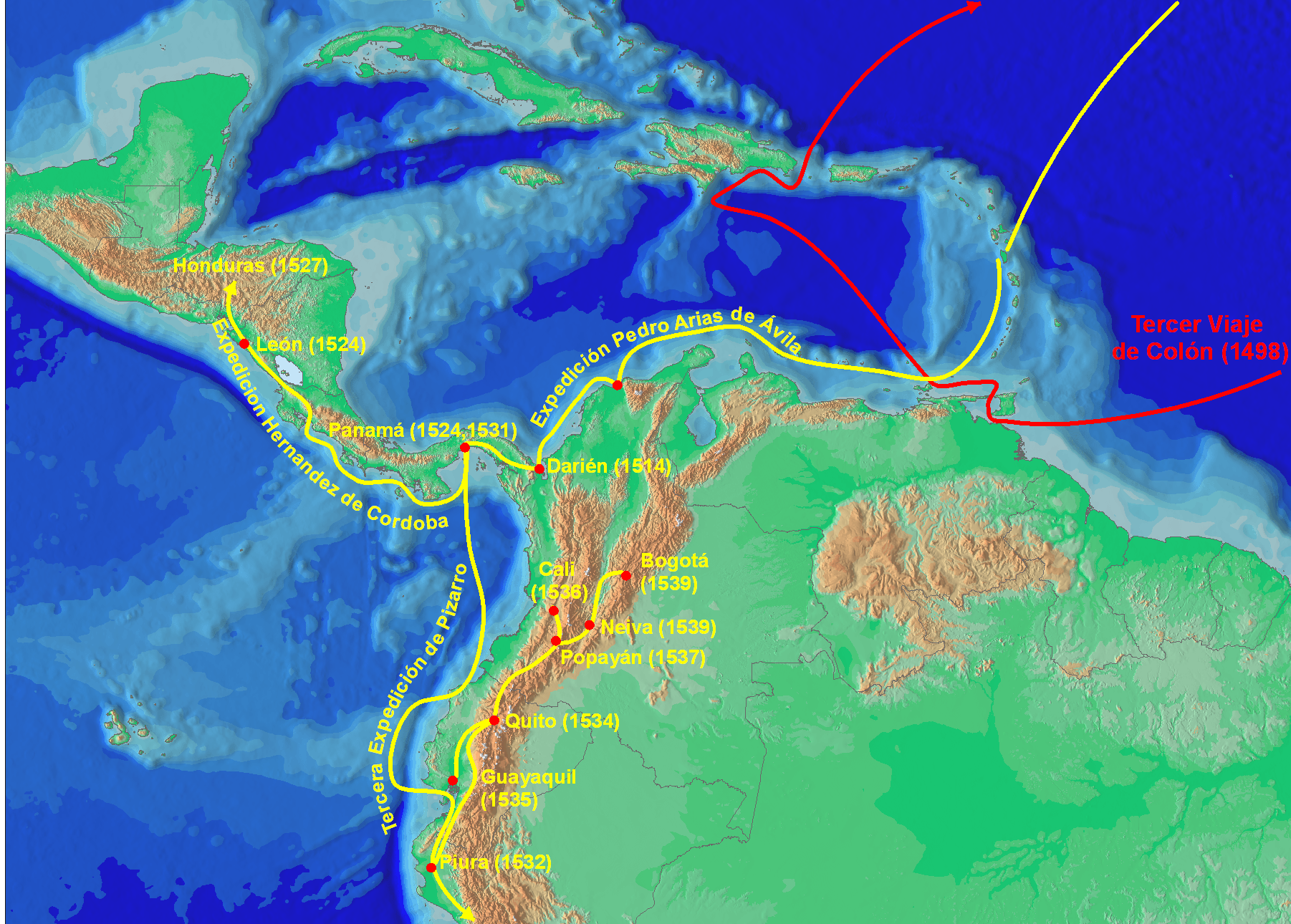
Voyages de Belalcázar en Amérique.

Sébastián Moyano est né dans la province de Cordoue, en Espagne, en 1479 ou 1480. Il a pris le nom de Belalcázar ou Benalcázar qui était le nom du château de la ville, à proximité de sa ville natale de Cordoue. Selon diverses sources, il est parti pour le Nouveau Monde avec Christophe Colomb, dès 1498, mais Juan de Castellanos a écrit qu’il a tué un mulet en 1507, et a fui l’Espagne pour les Indes occidentales en raison de la crainte d'être puni, et comme une chance d’échapper à la pauvreté dans laquelle il vivait.
Il est entré au Nicaragua avec Francisco Hernández de Córdoba en 1524, et devint le premier maire de la ville de León, au Nicaragua. Il y resta jusqu'en 1527, quand il a quitté pour le Honduras à la suite de différends internes entre les gouverneurs d'Espagne. Bref retour à León, il navigue sur la côte du Pérou, où il s'unit à l'expédition de Francisco Pizarro en 1532.

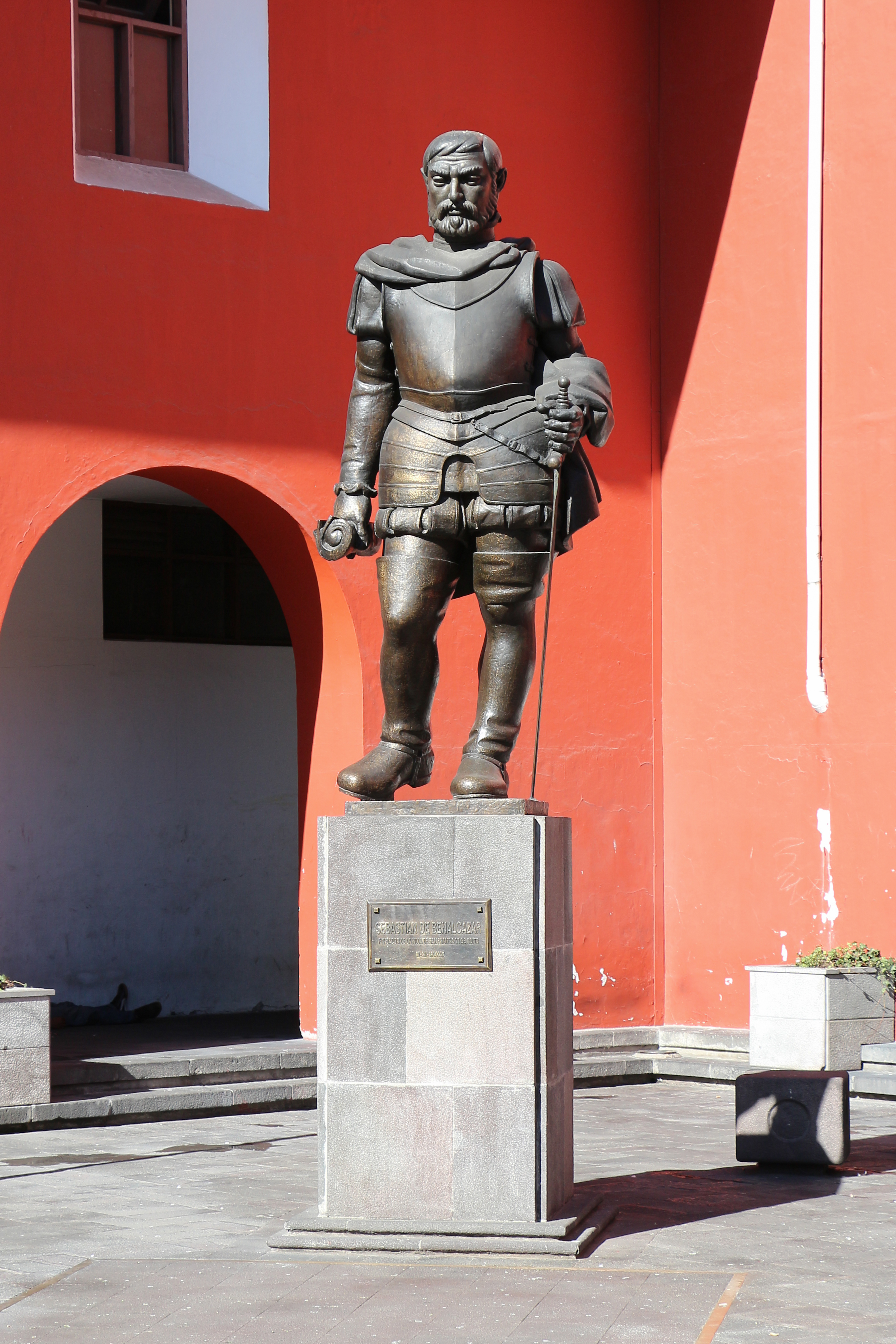
Statue de Sebastián de Belalcázar à Quito en Équateur

En 1534, après avoir aidé Pizarro dans des batailles contre des tribus, il partit à la conquête de Quito, en Équateur, en utilisant des fonds obtenus à titre de compensation de ses précédentes campagnes. Quito fut la ville de la région la plus septentrionale de l'Empire Inca, mais avant que Belalcázar ne puisse la prendre, le général Inca Rumiñahui envoya le trésor de la ville dans les profondeurs des Andes et par la suite, il brûla la ville. Belalcázar fonda la nouvelle ville de Quito avec Diego de Almagro, et en l'honneur de Pizarro en nommant dans son intégralité « San Francisco de Quito ».
Se déplaçant vers le nord, qui est aujourd'hui la Colombie, à la recherche d'El Dorado en 1535, il est entré dans la vallée du río Cauca, fondant au sud-ouest la ville colombienne de Santiago de Cali en 1536, et de Pasto et de Popayán en 1537.
Traversant les terres de la vallée du Río Magdalena, dont il confie l'exploration à son lieutenant Gonzalo Díaz de Pineda, il parvint sur les hauts plateaux du centre de la Colombie, qui ont également été atteints par Gonzalo Jiménez de Quesada et l'Allemand Nikolaus Federmann, en 1539. Tous trois présentèrent leur différend devant le roi et empereur Charles Quint. Le roi accorda à Belalcázar la région, le titre de gouverneur de Popayán et le titre honorifique d'adelantado en mai 1540. Comme c'était souvent le cas chez les conquistadors, des querelles de terres se développèrent, cette fois entre Belalcázar et Pascual de Andagoya (1495-1548), qui réclamait également le poste de gouverneur de Popayán. Belalcázar défendit avec succès ses terres et en reprit certaines à Pascual de Andagoya. Il intervint ensuite dans un désaccord entre les partisans de la famille de Pizarro et Almagro au Pérou. À Popayán le 20 septembre 1542, il écrivit au roi pour lui manifester son désir d'entreprendre le voyage vers l'Eldorado le pays de Canela. Cependant, il renonça ; au moment où il était sur le point de conclure ladite lettre, arriva un messager de Gonzalo Pizarro qui l'informa du désastre de son expédition. Désillusionné, il décida de s'occuper de son gouvernement, où les problèmes surgissaient de partout. En 1546, il ordonna l'exécution de Jorge Robledo, qui régissait une province voisine dans une autre vendetta liée au sol. Il fut mis en jugement par contumace en 1550, déclaré coupable et condamné à mort pour la mort de Robledo et d'autres infractions relatives à son implication dans différentes guerres entre conquistadors. Victime de son ambition, il mourut le 30 avril 1551, à Carthagène des Indes, en Colombie, avant de pouvoir commencer son voyage de retour vers l'Espagne, pour faire appel de la décision.

## Postérité
Une statue le représentant est abattue à Popayán (Colombie) par des militants du peuple Misak, en septembre 2020. Pour eux, le conquistador « a été l'un des principaux responsables de la servitude et de l'extermination des peuples indigènes et des esclaves africains dans la région ».